# Joniek Bonnes
Joniek Bonnes (30 november 1987) is een Nederlandse voetbalster. Ze verruilde in 2007 SV Saestum voor FC Utrecht om daarmee in de dan net opgerichte Eredivisie voor vrouwen te gaan spelen. Bonnes bleef bij de club tot deze in 2014 werd opgeheven en keerde vervolgens terug naar SV Saestum.

## Erelijst
- KNVB beker: 2010 (FC Utrecht)
- Supercup: 2010 (FC Utrecht)